# 산타 마리아 델라 살루테 성당

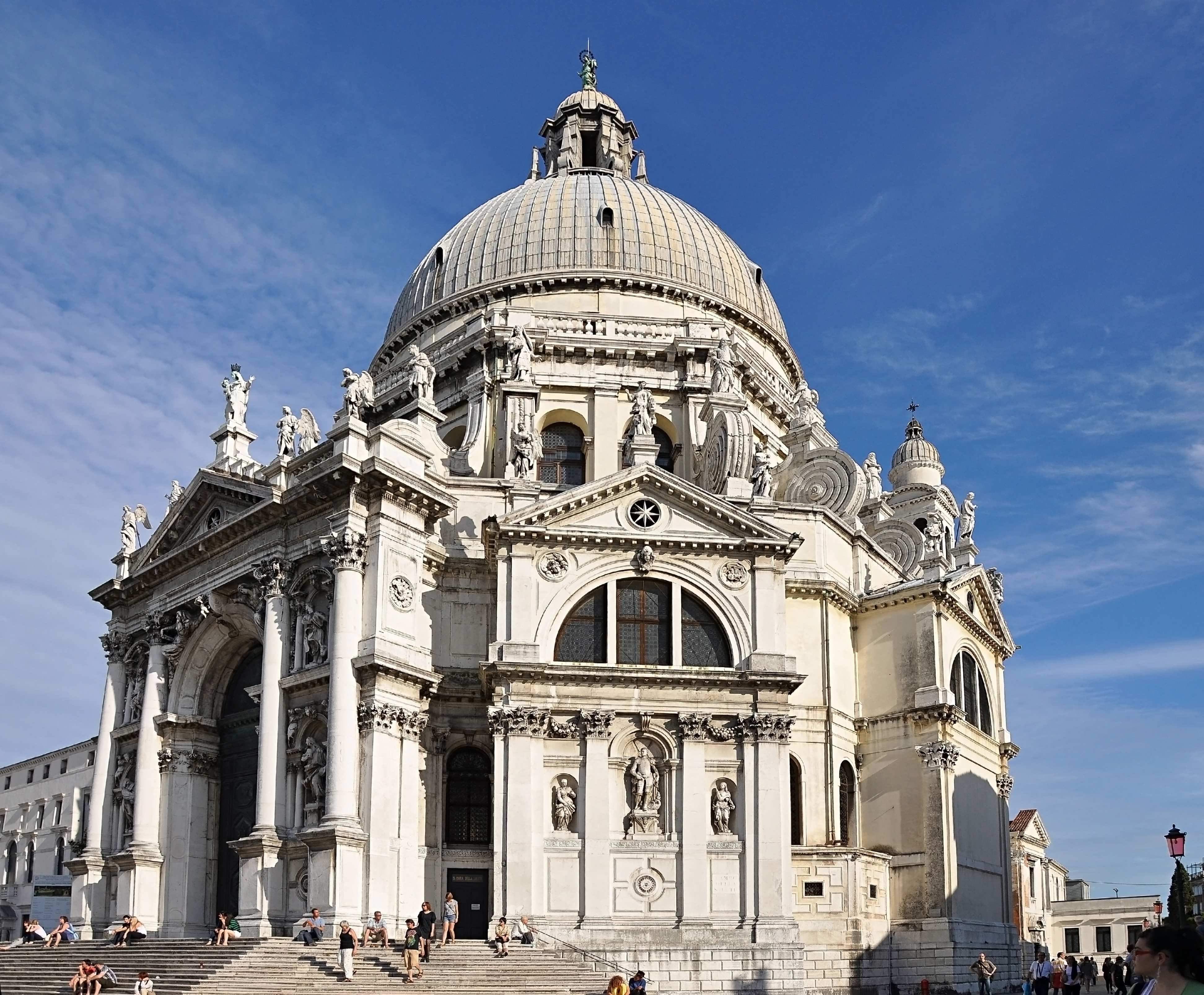
산타 마리아 델라 살루테 성당

산타 마리아 델라 살루테 성당(이탈리아어: Basilica di Santa Maria della Salute)는 이탈리아 베네치아 도르소두로 푼타 델라 도가나에 위치한 성당이다. 카날 그란데와 베네치아 석호 중 하나인 바치노 디 산마르코 사이에 누워있는 좁은 손가락 모양의 땅 위에 세워져 있다.
17세기 베네치아에서 페스트가 광범위하게 발발하자, 베네치아 공화국에서 역병을 가라앉히기 위해 수호성인인 성모 마리아를 위한 봉헌물로 성당을 지은 뒤 헌납하였다.